# Maffei 1-hopen
Maffei 1-hopen är den galaxhop som ligger närmast den Lokala galaxhopen som Vintergatan ligger i. Det är troligt att hopen en gång var en del av den Lokala hopen, men slungades iväg efter ett möte med Andromedagalaxen. Den dominerade galaxen i hopen är IC 342. Hopen har fått sitt namn efter den elliptiska galaxen Maffei 1 som tillsammans med Maffei 2 upptäcktes 1968 av Paolo Maffei. Galaxer i hopen är Maffei 2 på 12 miljoner ljusårs avstånd, Maffei 2, Dwingeloo 1 samt några mindre system.

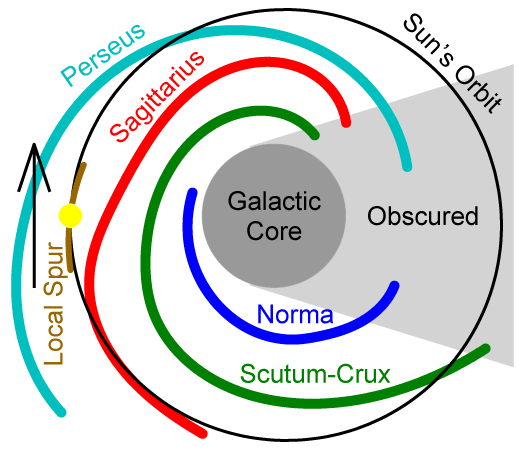
Galaxer i det gråa området syns tydligare i framtiden

Galaxerna i Maffei 1-hopen ligger nu på andra sidan Vintergatans kärna jämfört med solen. Där finns gas och stoft som skymmer sikten. Om ungefär 110 miljoner år, när solen har flyttat ett halvt varv runt galaxen, så kommer Maffei 1-hopen synas bättre. De galaxer som idag kan ses (bl.a. Andromeda- och Triangelgalaxen) kommer då vara skymda. Men istället kommer andra galaxer att bli synliga. Några galaxer som troligen kommer att synas tydligt är Maffei 1, Maffei 2, Dwingeloo 1 och Dwingeloo 2.

## Galaxer i Maffei 1-hopen
| Namn             | Typ  | Avstånd från solen (million ljusår) | Magnitud | Medlem?  | Kommentar                              |
| ---------------- | ---- | ----------------------------------- | -------- | -------- | -------------------------------------- |
| IC 342           | SBcd | 10.7                                | +10.5    | ja       |                                        |
| Maffei 1         | E5   | 9.82                                | +17      | ja       |                                        |
| Maffei 2         | SBc  | 9.1                                 | +16      | ja       |                                        |
| Dwingeloo 1      | SBbc | 9.1                                 |          | ja       | PGC 100170, Cassiopeia 2               |
| Dwingeloo 2      | dIAm | ~10                                 | +20.5    | ja       | PGC 101304                             |
| NGC 1560         | SAd  | 11.3                                | +12.1    | troligen | ingår möjligen i den Lokala galaxhopen |
| NGC 1569         | dIBm |                                     | +11.8    | troligen | ingår möjligen i den Lokala galaxhopen |
| UGCA 92          | dIAm |                                     | +16.15   | troligen | ingår möjligen i den Lokala galaxhopen |
| Camelopardalis A | dSph | 12.8                                |          | troligen |                                        |
| Camelopardalis B | IAm  | 10.9                                |          | möjligen | KK 44                                  |
| Camelopardalis D | IAm  |                                     |          | möjligen | KKH 34                                 |
| Cassiopeia 1     |      | ~11                                 |          | möjligen | KK 19                                  |
| Cassiopeia 3     |      |                                     |          | möjligen | KKH 5                                  |
| KK 35            |      | 10.3                                |          | möjligen |                                        |
| MB1              | SAd? | ~10                                 |          | möjligen | KK 21                                  |
| MB2              |      |                                     |          | möjligen |                                        |
| MB3              | dSph | ~10                                 |          | möjligen | KK 22                                  |
| Perseus 1        | E    |                                     | +12.48   | möjligen | KKH 11                                 |
| Perseus 2        | IAm  |                                     |          | möjligen | KKH 12                                 |
| UGCA 86          | dIAm | 10.2                                | +14.2    | möjligen | ingår möjligen i den Lokala galaxhopen |
| UGCA 105         | dIAm | 10.3                                | +15.3    | möjligen |                                        |
| KKH 6            |      |                                     |          | möjligen |                                        |
| UGC 2773         |      |                                     |          | möjligen | KK 28                                  |
| Mailyan 16       |      |                                     |          | möjligen | KKH 37                                 |